# Sabinal (Texas)
Sabinal es una ciudad ubicada en el condado de Uvalde en el estado estadounidense de Texas. En el Censo de 2010 tenía una población de 1695 habitantes y una densidad poblacional de 551,34 personas por km².

## Geografía
Sabinal se encuentra ubicada en las coordenadas 29°19′17″N 99°28′10″O / 29.32139, -99.46944. Según la Oficina del Censo de los Estados Unidos, Sabinal tiene una superficie total de 3.07 km², de la cual 3.07 km² corresponden a tierra firme y (0%) 0 km² es agua.

## Demografía
Según el censo de 2010, había 1695 personas residiendo en Sabinal. La densidad de población era de 551,34 hab./km². De los 1695 habitantes, Sabinal estaba compuesto por el 79.59% blancos, el 0.35% eran afroamericanos, el 0.41% eran amerindios, el 0.06% eran asiáticos, el 0% eran isleños del Pacífico, el 17.23% eran de otras razas y el 2.36% pertenecían a dos o más razas. Del total de la población el 66.55% eran hispanos o latinos de cualquier raza.